# Arbetarteaterförbundet
Arbetarteaterförbundet (ATF) är ett ideellt riksförbund för amatörteatrar som delar arbetarrörelsens värderingar. Förbundets fulla namn är Sveriges Arbetarteaterförbund. Förbundet har sitt säte i Gävle.
Arbetarteaterförbundet bildades 1982 för att vara den svenska arbetarrörelsens teaterförbund. Till skillnad från det andra stora amatörteaterförbundet i Sverige, Amatörteaterns riksförbund (ATR), har ATF en tydlig och uttalad politisk inriktning mot arbetarrörelsen.
Arbetarteaterförbundet är en av huvudmännen i Hällefors folkhögskola tillsammans med Amatörteaterns riksförbund (ATR) och Hällefors kommun. ATF är även medlemmar i Ax – kulturorganisationer i samverkan och samarbetar till stor del med Arbetarnas Bildningsförbund (ABF).
Tillsammans med Amatörteaterns Riksförbund och Ung Teaterscen utgjorde Arbetarteaterförbundet nätverket Svenskt Amatörteaterråd (SAR) som var nationellt center för amatörteatern i Sverige gentemot de internationella organisationerna NEATA (North European Amateur Theater Association) och IATA (International Amateur Theater Association). Svenskt Amatörteaterråd upphörde den 22 november 2022, varpå Arbetarteaterförbundet sökte eget medlemskap som nationellt center för Sverige, vilket beviljades den 17 april 2023.
Arbetarteaterförbundets motto är "Teater - vårt vapen".